# Зажець-Улянський
Зажець-Улянський (пол. Zarzec Ulański) — село в Польщі, у гміні Улян-Майорат Радинського повіту Люблінського воєводства.
Населення — 340 осіб (2011).
У 1975-1998 роках село належало до Білопідляського воєводства.

## Демографія
Демографічна структура станом на 31 березня 2011 року:
|          | Загалом | Допрацездатний вік | Працездатний вік | Постпрацездатний вік |
| -------- | ------- | ------------------ | ---------------- | -------------------- |
| Чоловіки | 173     | 26                 | 130              | 17                   |
| Жінки    | 167     | 28                 | 97               | 42                   |
| Разом    | 340     | 54                 | 227              | 59                   |